# Andrzej Supron
Andrzej Supron (ur. 22 października 1952 w Warszawie) − polski zapaśnik stylu klasycznego, trener i sędzia zapaśniczy, komentator i promotor wrestlingu, prezes Polskiego Związku Zapaśniczego, prezenter telewizyjny.
Jest trzynastokrotnym mistrzem Polski w zapasach, dwukrotnym mistrzem Europy, jednokrotnym mistrzem świata i srebrnym medalistą olimpijskim.
Organizował gale wrestlingu w Polsce i Związku Radzieckim w latach 80. Od 1999 jest polskim komentatorem gal wrestlingu organizacji WWE. Był też komentatorem TNA. Od 2009 do 2011 razem z Pawłem Borkowskim przewodził założoną przez nich polską organizacją wrestlingu Total Blast Wrestling.

## Wczesne życie i edukacja
Urodził się 22 października 1952 w Warszawie jako syn Władysława Suprona. W 1975 ukończył Technikum Górnicze w Dąbrowie Górniczej, a później rozpoczął studia zaoczne na kierunku trenerskim na Wyższej Szkole Wychowania Fizycznego w Katowicach, których nie ukończył.

## Zapasy
Zaczął trenować zapasy w szkole podstawowej. Był zapaśnikiem stylu klasycznego wagi lekkiej, półśredniej i średniej. Preferuje techniczne podejście do walki. Często stosowanym przez niego manewrem był rzut przez biodro, wykonywany w specyficzny sposób, który został nazwany w Stanach Zjednoczonych biodrem Suprona.

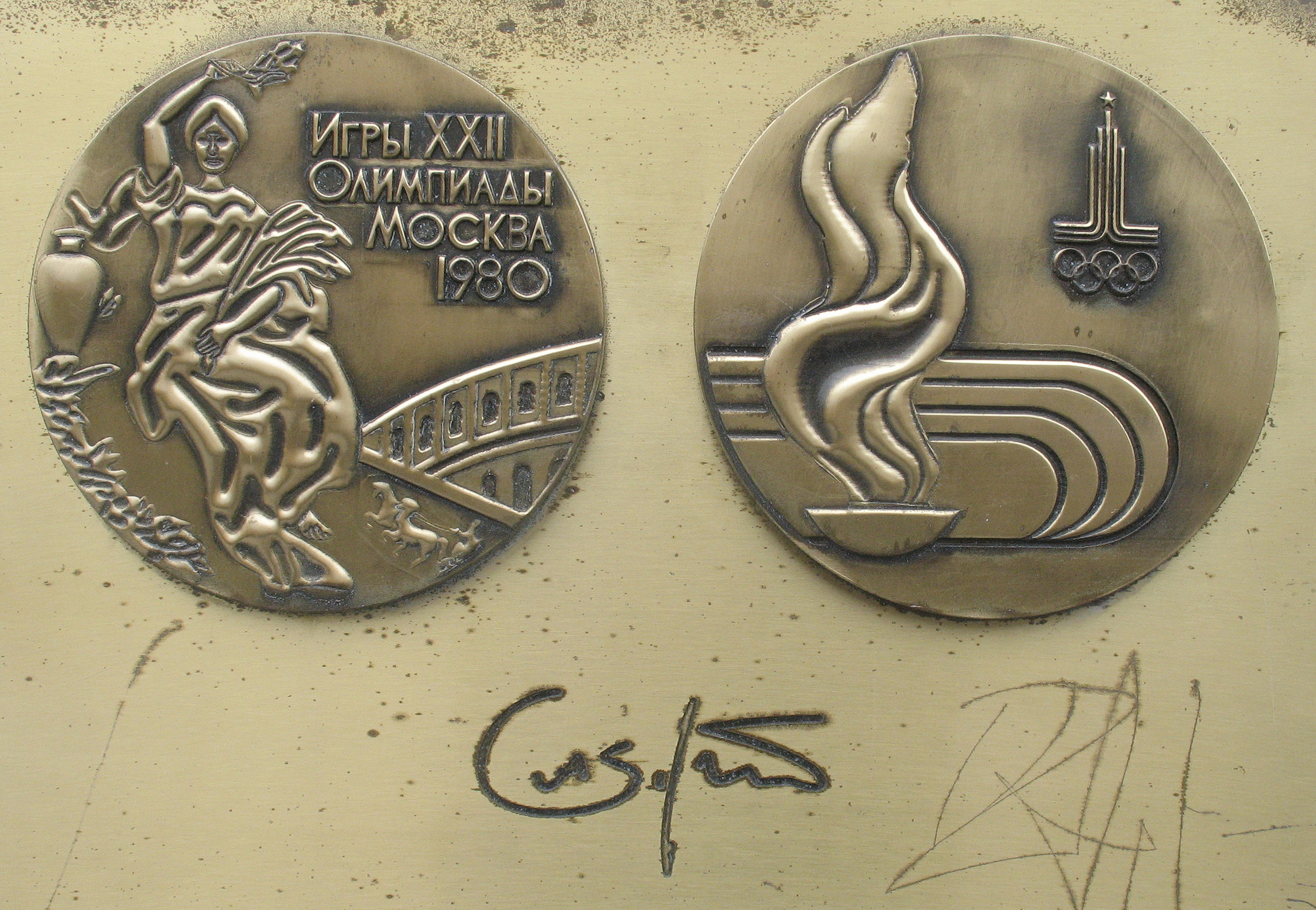
Srebrny medal olimpijski Suprona, wywalczony na igrzyskach w Moskwie w 1980

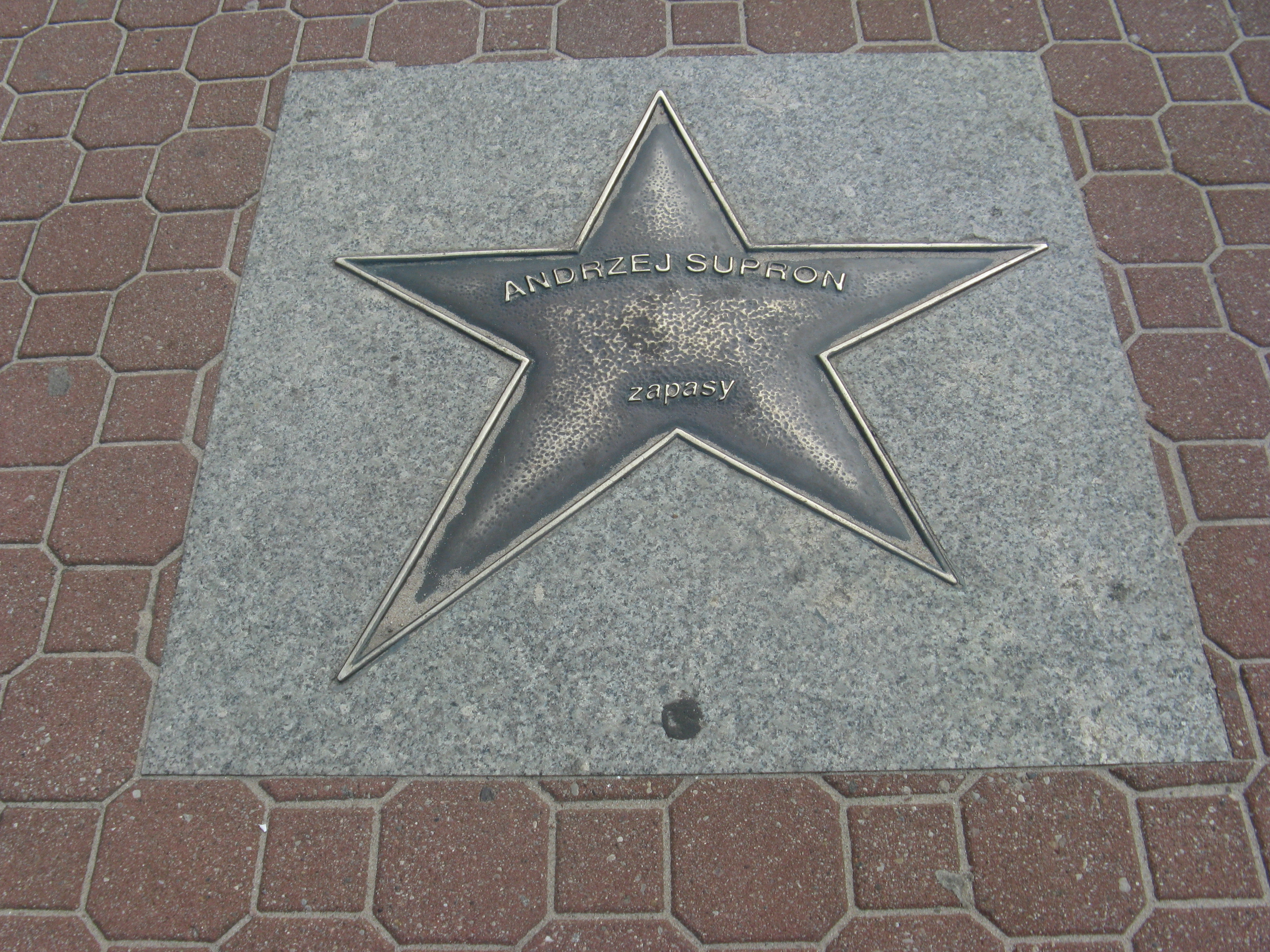
Gwiazda Suprona w Alei Gwiazd sportu we Władysławowie

Reprezentował klub RKS Elektryczność Warszawa od 1963 do 1971 i klub GKS Katowice od 1972 do 1987. Pierwszym zdobytym przez niego medalem był złoty medal mistrzostw Europy juniorów, zdobyty w Huskvarnie w 1970. Jest trzynastokrotnym mistrzem Polski, dwukrotnym mistrzem Europy i jednokrotnym mistrzem świata. Jest też dwukrotnym wicemistrzem Europy i czterokrotnym wicemistrzem Europy. Zdobył też trzy brązowe medale mistrzostw Europy i jeden brązowy medal mistrzostw świata. W 1977 zdobył brązowy medal na Letniej Uniwersjadzie.
W czasie mistrzostw świata w 1975, wygrał wszystkie walki przed czasem, nie tracąc żadnego punktu. Nikomu wcześniej nie udało się tego dokonać. Z tego powodu zyskał przydomek „Profesor zapasów”. Niedługo przed mistrzostwami świata w 1982 doznał kontuzji prawego barku. Dla zmylenia przeciwników podał do prasy informację, że ma zwichnięty lewy bark i udawał ból, kiedy przeciwnicy dotykali jego lewego barku. Udało mu się zakwalifikować do finału razem z reprezentującym Rumunię Ștefanem Rusu. Trener Suprona, Stanisław Krzesiński poddał walkę finałową, kiedy Rusu wykręcał nogę przeciwnika.
Trzykrotnie zakwalifikował się na Letnie igrzyska olimpijskie - w 1972, 1976 i 1980. W 1980 w Moskwie zdobył srebrny medal olimpijski.
Od 1979 był trenerem zapaśnictwa, a od 1986 sędzią międzynarodowym. Trenował między innymi kadrę Stanów Zjednoczonych i był asystentem trenera polskiej kadry narodowej, Stanisława Krzesińskiego.
Po zakończeniu kariery zapaśniczej był wiceprzewodniczącym Światowej Rady Zawodniczej FILA i członkiem zarządu Polskiego Komitetu Olimpijski.
W 2008 bez powodzenia startował w wyborach na prezesa Polskiego Związku Zapaśniczego. Ponowną próbę podjął w 2012. Przegrał wtedy w II turze z Grzegorzem Pieronkiewiczem, który pokonał go stosunkiem głosów 41 do 21.
7 marca 2013 w ramach protestu przeciwko usunięciu zapasów z programu igrzysk olimpijskich 2020 zwrócił Międzynarodowemu Komitetowi Olimpijskiemu srebrny medal wywalczony na igrzyskach olimpijskich w Moskwie w 1980.
W październiku 2016, pod koniec swojej czteroletniej kadencji, prezes Polskiego Związku Zapaśniczego Grzegorz Pieronkiewicz zmarł, a Supron zapowiedział swoją kandydaturę w kolejnych wyborach. Wybory odbyły się w planowanym przed śmiercią Pieronkiewicza terminie, 5 listopada 2016. Grzegorz Brudziński pokonał Andrzeja Suprona stosunkiem głosów 57 do 39. 14 maja 2017 Polski Związek Zapaśniczy odwołał prezesa, któremu zarzucano niekompetencję w nadzorze nad pracą centrali oraz nadmierne generowanie kosztów własnych związku. Do czasu wyboru kolejnego prezesa, jego obowiązki zostały przekazane Andrzejowi Wrońskiemu. W wyborach nadzwyczajnych z 24 czerwca 2017 Supron pokonał Wrońskiego stosunkiem głosów 51 do 33. Koniec jego kadencji został przewidziany na rok 2020.

## Wrestling
Po raz pierwszy zobaczył wrestling w telewizji w Stanach Zjednoczonych w 1974 i to widowisko zrobiło na nim ogromne wrażenie. Później poznał dwóch polskich wrestlerów, Killera Kowalskiego i Ivana Putskiego, który przekonał go, by zaczął organizować wrestling w Polsce.

W latach 80. XX wieku, dzięki pomocy kolegi ze Zjednoczonych Przedsiębiorstw Rozrywkowych, zaczął organizować gale wrestlingu w Polsce, między innymi w Warszawie i Poznaniu. Jednym z wrestlerów występujących na jego galach był lekkoatleta Władysław Komar. Supron wystawiał też swoje pokazy w Związku Radzieckim, między innymi w Kazachstanie, Armenii, Azerbejdżanie, na Łotwie i Litwie. W Tbilisi w Gruzji w hali przeznaczonej na 8 tysięcy ludzi galę oglądało 14 tysięcy osób. Wszystkiego pilnowały dwa kordony policji. Grupa Suprona wystąpiła też w Pałacu Sportu Dynamo i trzy razy w Parku Gorkiego w Moskwie. Aby przypodobać się publice w Związku Radzieckim, Supron urządził turniej, w którym Rosjanie pokonywali Niemców.

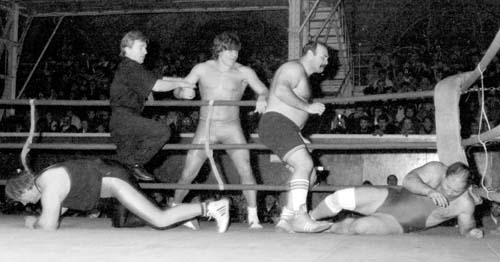
Andrzej Supron (stojący z lewej) na jednej z organizowanych przez siebie gal wrestlingu

W 1993 namówił grupę wrestlerów, w której byli między innymi dawni mistrzowie WWE, The Iron Sheik i tag team Demolition, aby w przerwie tournee po Niemczech i Austrii wystąpili 14 grudnia 1993, w warszawskiej Hali Torwar. Gala nazywała się American Wrestling World`s Superstars i poprowadził ją Andrzej Supron. Na widowni było około 600 osób. Supron zadeklarował też chęć zorganizowania podobnych gali w kwietniu 1994 roku i w kolejnych latach, ale nie udało mu się zrealizować planów.
Od końca lat 90. XX wieku zajmuje się zawodowo komentowaniem wrestlingu. Mimo że gale w Polsce emitowane są z opóźnieniem, preferuje komentować bez wcześniejszej znajomości wyników. Unika też używania profesjonalnych nazw chwytów, chcąc, by jego komentarz był bardziej przystępny dla osób nieznających wrestlingu. W latach 1999−2001 w pojedynkę komentował walki WWF w telewizji Wizja Sport, aż do końca istnienia tej stacji telewizyjnej. Niedługo potem zaczął wspólnie z Pawłem Borkowskim komentować gale WWF dla Eurosportu. Pracowała z nimi także druga grupa komentatorska, ale WWF zażądało, aby był tylko jeden skład komentatorski. Supron i Borkowski przez dziewięć kolejnych lat komentowali gale WWF w Eurosporcie i w innych stacjach. Od 2007 komentują walki WWE na Extreme Sports Channel. Od 13 kwietnia 2012 do 30 grudnia 2013 komentowali też gale Total Nonstop Action na kanale Orange Sport.
W 2009 razem z Pawłem Borkowskim założył organizację wrestlingu o nazwie Total Blast Wrestling (TBW). Współpracował przy tym z francuską organizacją Eurostars, która funkcjonowała w tym czasie od 25 lat. Dzięki tym kontaktom, Total Blast Wrestling mogło zatrudnić zagranicznych wrestlerów z wieloletnim doświadczeniem, takich jak Bambikiller, Erik Isaksen, Cybernic Machine, Starbuck i Bernard Vandamme. Patronat nad TBW posiadały takie media jak Rock Megastacja, Radio Rekord FM oraz Super Express. W 2011 organizacja zakończyła działalność. W 2017 Paweł Borkowski powiedział w wywiadzie, że powodem zaprzestania funkcjonowania był brak środków finansowych, ale jest gotowy na przywrócenie organizacji jeśli udałoby się znaleźć sponsorów.

## Biznes
Jak sam przyznaje, w czasach gdy był zapaśnikiem, nie zarabiał dużo na karierze sportowej. Za tytuł mistrza świata miał otrzymywać 100 dolarów amerykańskich. Dorabiał handlując na zachodzie kryształami, płaszczami, papierosami i alkoholem. Handlował też nieruchomościami i samochodami. Otworzył klub fitness i siłownię Klub ProActiv Andrzej Supron w Warszawie na Woli. W 2015 w Warszawie na Ursynowie wraz z żoną otworzył restaurację Piecuszek, specjalizującą się w kuchni bałkańskiej.

## Polityka
Należał do Polskiej Partii Przyjaciół Piwa. W 1993 jako jej członek kandydował do Sejmu z pierwszego miejsca listy Samoobrony Andrzeja Leppera w województwie katowickim (otrzymał 4346 głosów).

## Filmografia

### Filmy
| Rok                            | Tytuł            | Rola                                    | Dodatkowe informacje     |
| ------------------------------ | ---------------- | --------------------------------------- | ------------------------ |
| 2000                           | Sezon na leszcza | sędzia meczu bokserskiego w barze Venus |                          |
| 1973                           | Jak to się robi  | narciarz na Kasprowym Wierchu           | nie występuje w napisach |
| Źródło: Filmweb, Filmpolski.pl |                  |                                         |                          |

### Seriale
| Rok                            | Tytuł              | Rola                                      | Dodatkowe informacje           |
| ------------------------------ | ------------------ | ----------------------------------------- | ------------------------------ |
| 2008                           | Kryminalni         | Trener                                    | Odcinek Ażuda                  |
| 2007                           | Prawo miasta       | Adam Wołodko                              | Odcinki: 4, 8, 9, 12           |
| 2006                           | Kryminalni         | Instruktor w Tomicach                     | Odcinek Egzamin                |
| 2005                           | Dziki 2: Pojedynek | Potwór, ochroniarz Basiora                | Odcinki: 1, 2, 3, 6, 7, 8 i 10 |
| 2005                           | Fala zbrodni       | Pancerny                                  | Odcinek: Wirus                 |
| 2003                           | Szycie na gorąco   | Grzesio, pracownik firmy przeprowadzkowej | Odcinek: Nowa lokatorka        |
| 2000                           | Klasa na obcasach  | nauczyciel w-fu                           | Odcinek Suples                 |
| Źródło: Filmweb, Filmpolski.pl |                    |                                           |                                |

## Działalność telewizyjna

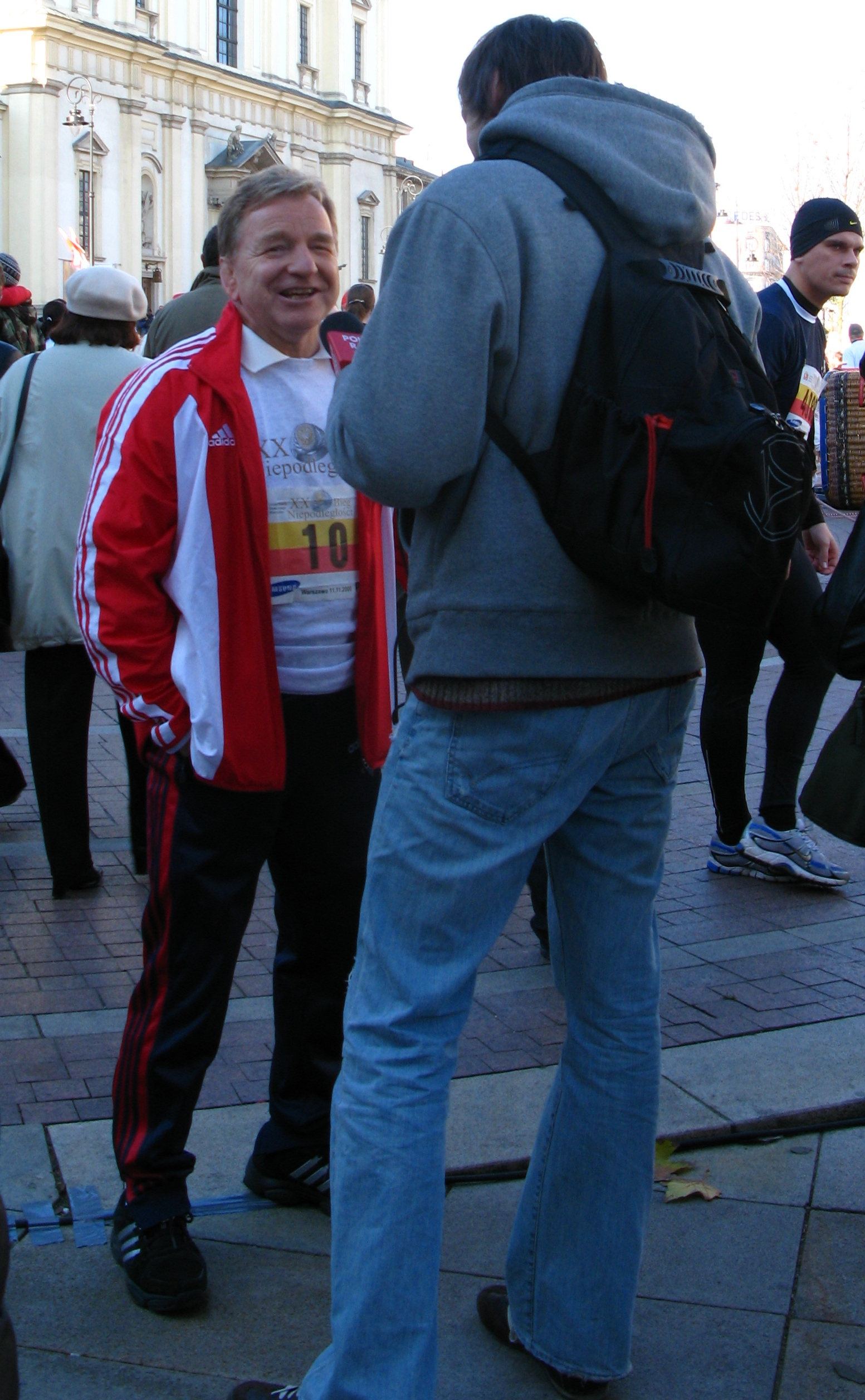
Andrzej Supron na XX Biegu Niepodległości w Warszawie

Wiele razy występował w charakterze eksperta sportowego w różnych programach telewizyjnym. W 2014 telewizja Orange Sport przeprosiła za jego liczne homofobiczne uwagi pod adresem transseksualnej promotorki boksu Kellie Maloney, które wygłosił w programie Bieg przez płotki. Komentował również gale MMA (między innymi Fighters Arena Łódź 2), a także prowadzi je jako konferansjer.
W latach 2000–2001 prowadził program rozrywkowy Trafiony Zatopiony na kanale TVN, w którym mężczyźni wykonywali różne zadania, aby zostać uznanym za najlepszego macho. W 2003 na antenie TV4 prowadził teleturniej wiedzy piłkarskiej „Jedenastki” z telefonicznym udziałem widzów.
W 2015 wystąpił w 13 sezonie reality show Ugotowani na TVN i wygrał 3 odcinek Celebrity Splash!.
W 2017 stoczył walkę bokserską przeciwko księdzu Jackowi Stryczkowi w ramach akcji charytatywnej Szlachetnej Paczki.

## Życie prywatne
Ma trzech synów i jedną córkę. Jego dzieci rodziły się, gdy miał kolejno 25, 29, 37 i 49 lat.
Z pierwszego małżeństwa ma syna Piotra, który jest obywatelem i mieszkańcem Stanów Zjednoczonych, syna Andrzeja Juniora, który jest obywatelem i mieszkańcem Szwecji oraz córkę Agnieszkę. Z drugiego związku ma syna Pawła, który mieszka w Polsce, rozwijał się pod względem muzycznym i grał w piłkę nożną oraz razem z ojcem w tenisa stołowego i ziemnego.
20 października 2012 w Urzędzie stanu cywilnego na Zamku Królewskim w Warszawie ożenił się po raz drugi w życiu. Jego żoną została z o 20 lat młodszą Edyta, którą znał wówczas od 25 lat. Na ślubie były obecne jego dzieci, Andrzej Junior, Agnieszka i Paweł, a także znani sportowcy, Jacek Wszoła, Ryszard Szurkowski, Ryszard Parulski, Ryszard Wolny i Józef Tracz. Świadkiem ze strony pana młodego był były trener zapaśniczej kadry Stanisław Krzesiński.

## Osiągnięcia sportowe
- Medale Uniwersjady
  - Waga lekka (kat. 68 kg)
    - 1977, Huskvarna –  Złoto
- Medale mistrzostw Europy juniorów
  - 1970, Sofia –  Brąz
- Medale mistrzostw Polski
  - Waga lekka (kat. 68 kg)
    - 1971, Rzeszów –  Złoto
    - 1972, Wałbrzych –  Złoto
    - 1973, Włocławek –  Złoto

  - Waga półśrednia (kat. 74 kg)
    - 1975, Dębica –  Złoto
    - 1976, Zamość –  Złoto
    - 1977, Racibórz –  Złoto
    - 1978, Dębica –  Złoto
    - 1979, Rzeszów –  Złoto
    - 1980, Dębica –  Złoto
    - 1982, Warszawa –  Złoto
    - 1983, Piotrków Trybunalski –  Złoto
    - 1985, Wałbrzych –  Złoto

  - Waga średnia (82 kg)
    - 1981, Racibórz –  Złoto
- Medale mistrzostw Europy
  - Waga lekka (kat. 68 kg)
    - 1972, Katowice –  Brąz
    - 1974, Madryt –  Srebro
    - 1975, Ludwigshafen am Rhein –  Złoto
    - 1979, Bukareszt –  Brąz

  - Waga półśrednia (kat. 74 kg)
    - 1981, Göteborg –  Brąz
    - 1982, Warna –  Złoto
    - 1983, Budapeszt –  Srebro
- Medale mistrzostw Świata
  - Waga lekka (kat. 68 kg)
    - 1974, Katowice –  Brąz
    - 1975, Mińsk –  Srebro
    - 1978, Meksyk –  Srebro
    - 1979, San Diego –  Złoto

  - Waga półśrednia (kat. 74 kg)
    - 1982, Katowice –  Srebro
    - 1983, Kijów –  Srebro

- Medale Olimpijskie
  - Waga lekka (kat. 68 kg)
    - 1980, Moskwa –  Srebro[1]

## Odznaczenia
W 2003 Międzynarodowa Federacja Zapaśnicza odznaczyła go Złotą Gwiazdą FILA (2003). Posiada tytuł Zasłużonego Mistrza Sportu. Był sześciokrotnie odznaczany Srebrnym Medalem za Wybitne Osiągnięcia Sportowe.
W 1994 został odznaczony przez prezydenta Lecha Wałęsę Krzyżem Ofierskim Orderu Odrodzenia Polski.
W 2019 otrzymał Krzyż Niepodległości I Klasy z Gwiazdą nadawany przez NSZZ Policjantów.